# Fides Vidaković
Časna sestra Fides Vidaković (Subotica, 7. lipnja 1921. – Subotica, 31. ožujka 2003.) je hrvatska književnica iz Vojvodine. Pisala je pjesme, a prevodila je duhovnu literaturu s francuskog jezika. Prije zaređenja je nosila ime Ružica.
Ružica Vidaković se rodila u bačkom gradu Subotici 7. lipnja 1921. Živjela je u velikoj obitelji, s roditeljima, četvero braće i sestrom. U rodnom gradu se završila osnovnu školu. Potom odlazi u Zagreb, kod Sestara Milosrdnica, gdje završava Učiteljsku školu kao redovnička pripravnica Sestara Naše Gospe. U novicijat je primljena 1942., kada je dobila ime s. Fides., u iduće godine je položila prve redovničke zavjete. Doživotne zavjete je položila 1949. godine. 
Radila je kao učiteljica u pučkoj školi u Taborskom od 1943. do 1947., a poslije toga je tri godine radila na odgoju novakinja. Nakon toga je tri godine studirala teologiju i odgajala je kandidatice.
1953. je otišla u inozemstvo, u Belgiju, gdje je sedam godina radila u Hrvatskoj katoličkoj misiji, naučivši ondje i francuski. 
Nakon što se vratila iz inozemstva, bila je kućnom poglavaricom u kući Matici, a poslije toga je bila vrhovnom zamjenicom i opet rad kao odgojiteljica kandidatica.
Vrhovnom glavaricom Družbe je bila u razdoblju od 1969. do 1981.(dvaput je bila izabrana na Generalnom kapitulu), kada je i predsjedavala Unijom VRP Jugoslavije (bila je prvom predsjednicom). 
Pri biskupskoj konferenciji Jugoslavije je bila članicom Ekumenskog vijeća. Surađivala je u Pastoralna kultura. 
Nakon što je obnašala te visoke dužnosti, opet se vraća na dužnost kućne poglavarice, u Remete i naposljetku se vratila radu s novakinjama, kao učiteljica.
1987. se vratila u rodni grad, gdje je nastavila sudjelovati u radu mjesnog redovništva i crkve, među ostalim i kao izvanredna djeliteljica svete Pričesti. Prvo je boravila u sestarskoj zajednici u Biskupiji, a potom 1993. u samostan Anuncijatu.
Radila je i s medijima. Pionir je priprema vjerskih emisija na Radio Subotici. Pet je godina pripremala i surađivala na tome s kolegama o. Marijanom Kovačevićem, franjevcem i mons. Belom Stantićem. Emisija je bila emitirana u sklopu zajedničke vjerske emisije, a kasnije je ta emisija išla samostalno, u sklopu ostalih emisija. Kao zanimljivost, ta je emisija bila pripremana na običnom diktafonu.
Svoje knjige pjesma je objavila u kasnoj životnoj dobi, s 80 godina. Po ocjeni hrv. književnika Tomislava Žigmanova, č.s. Fides Vidaković se pokazala kao izvrsna kontemplativna i religiozna pjesnikinja.
U svojim pjesmama je nastojala obuhvatiti Suboticu, Zagreb, Živogošće, Taborsko i ina mjesta. Pjesme su joj duhovne odnosno njeno pjesništvo je religiozno.
Svojim djelima je ušla u antologiju poezije nacionalnih manjina u Srbiji Trajnik (prireditelja Riste Vasilevskog).

## Djela
- Hvalospjevi nade, pjesme, u izboru Bele Gabrića; serija: Duhovnost), 2001.

## Vanjske poveznice
- Vijenac br.400/2009.  Arhivirana inačica izvorne stranice od 17. srpnja 2009. (Wayback Machine) Budi svoj - Izbor iz suvremenoga hrvatskog pjesništva u Vojvodini (1990–2009)
- Družba sestara Naše Gospe[neaktivna poveznica] Agave
- Družba sestara Naše Gospe[neaktivna poveznica] Ćutim prisutnost Božju
- Družba sestara Naše Gospe[neaktivna poveznica]Proljeće lista
- Družba sestara Naše Gospe[neaktivna poveznica] Lopoč
- Redovnici  Arhivirana inačica izvorne stranice od 11. svibnja 2009. (Wayback Machine) 40 godina postojanja Konferencije i Unije
- Zvonik br.141  Arhivirana inačica izvorne stranice od 26. srpnja 2011. (Wayback Machine) Dvostruko slavlje Sestara Naše Gospe u Subotici, 2006.